# Balogh Éva (színművész)
Balogh Éva (Mezőcsávás, 1934. december 16. – Kolozsvár, 1976. január 2.) erdélyi magyar színésznő, Balogh Dezső húga.

Sírja a marosvásárhelyi református temetőben

## Életpályája
A marosvásárhelyi Szentgyörgyi István Színművészeti Intézetben végzett 1958-ban, majd négy évig a temesvári Állami Magyar Színház tagja volt. 1962-ben  a kolozsvári Állami Magyar Színházhoz szerződött, és ott játszott önként választott korai haláláig. Szüleivel egy sírban nyugszik a marosvásárhelyi református temető XI. parcellája 134-es számú sírjában.

## Munkássága
Már színi növendékként felfigyeltek rendkívüli tehetségére. Kivételes tragikai adottságai miatt a második világháború utáni színésznemzedék legelső sorába tartozik. Törékeny alkatú volt és szenvedélyes lélek, amelyhez törhetetlen akarat és elszántság társult. A klasszikus drámai alkotások hősnőit gyakran egyedi módon elevenítette meg, az akkori hagyományoktól eltérő felfogásban. Komikus szerepekben is emlékezeteset alkotott.
Szavalóművészként is a legjobbak közé tartozott. Több önálló szavalóestje volt, és gyakran közreműködött a Korunk Galéria rendezvényein.

### Főbb szerepei
„Sokáig tartott, amíg színjátszásunk eljutott odáig, hogy megértse: a modernség nem lehet sima és középszerű,  ha egy nagy tragika odacsapja a gyeplőt, s száguldani hagyja az indulatát, akkor annak arányos társadalmi visszhangja van...
[...]
Szerencsére kivárta az egyszeri pillanatot, amikor nem a szokásos mértékkel mérték többé. Színháztörténeti mérföldkő lett alakítása Bornemisza Péter Elektrájának címszerepében. 
[...]
Aztán megíródott a rászabott szerep és darab: Az újrakezdő, Kocsis István Árva Bethlen Katája.
[...]
A Balogh Éva félelmetes, nemes szörnyeteg Bethlen Katája már nem lépett közönség elé. A bemutató elmaradt. A tragédia múzsája elhallgatott.”
Halász Anna
- Nyilas Misi (Móricz Zsigmond: Légy jó mindhalálig)
- Antigoné (Szophoklész: Antigoné)
- Nóra (Henrik Ibsen: Nóra)
- Tóth Flóra (Bródy Sándor: A tanítónő)
- Riza (Bródy Sándor: A medikus)
- Lujza  (Friedrich Schiller: Ármány és szerelem)
- Eszter (Tamási Áron: Énekes madár)
- Izidóra (Katona József: Bánk bán)
- Johanna (Bernard Shaw: Szent Johanna)
- Tana (Barbu Ştefănescu Delavrancea: Fergeteg)
- Mária (Sütő András: Egy lócsiszár virágvasárnapja)
- Kasszandra (Euripidész–Sartre–Illyés Gyula: A trójai nők)
- Miss Furnival (Paul Shaffer: Játék a sötétben)
- Elektra (Bornemisza Péter: Magyar Elektra)
- Irén (Méhes György: Harminchárom névtelen levél)
- Cucu kisasszony (Mihail Sebastian: Névtelen csillag)
- Lélektől lélekig (előadóest)

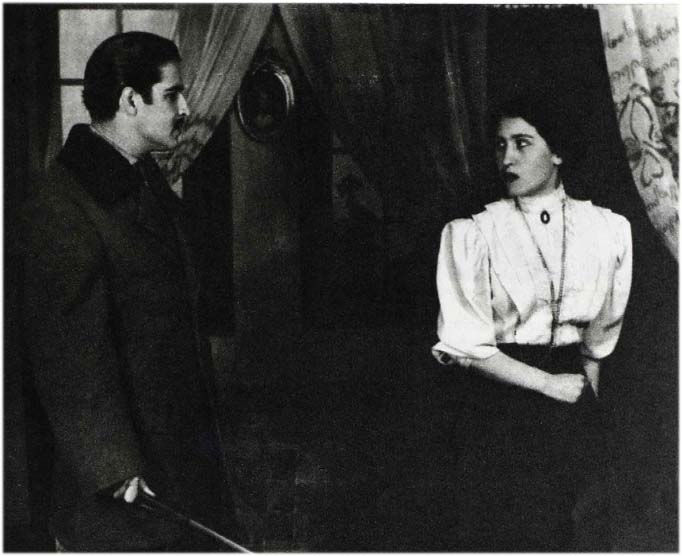
Bródy Sándor: A tanítónő, 1959
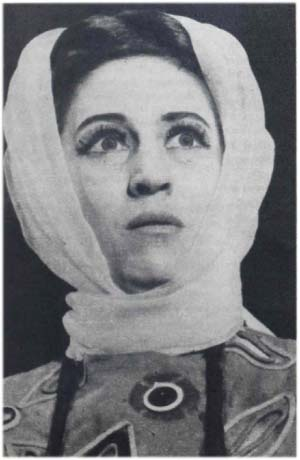
Delavrancea: Fergeteg, 1968
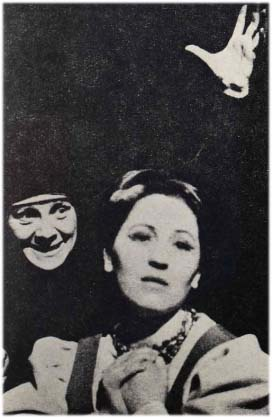
Tolsztoj: A sötétség hatalma